# Ачкасова Валентина Федорівна
Валентина Федорівна Ачкасова (нар. 1939) — російська радянська доярка, депутат Верховної Ради СРСР.

## Біографія
Народилася в 1939 році. Росіянка. Член КПРС з 1967 року. Освіта неповна середня.
В 1953-1955 роках вихователька дитячого саду. З 1955 року доярка радгоспу «Головково» Наро-Фомінського району, а з 1966 року — доярка радгоспу «Звенигородський» Одинцовського району Московської області. Однією з перших у країні очолила рух доярок-п'ятитисячниць.
Депутат Ради Союзу Верховної Ради СРСР 9 скликання (1975-1979) від Одинцовського виборчого округу № 34 Московської області.
Станом на вересень 2018 року проживає в селі Введенське Захаровського сільського поселення Одинцовського району Московської області.